# 2019 au Portugal
Chronologie du Portugal
- 2015
- 2016
- 2017
- 2018
- 2019
- 2020
- 2021
- 2022
- 2023

Cette page concerne les évènements survenus en 2019 au Portugal  :

## Évènement
- Pandémie de Covid-19 au Portugal
- Sanlúcar de Barrameda 2019-2022
- 15-18 avril : Grève des conducteurs de camions-citernes portugais (en)
- 17 avril : Accident de bus de Madeira (en) (bilan : 29 morts - 27 blessés)
- 22 septembre : Élections régionales à Madère
- 6 octobre : Élections législatives
- 26 octobre : XXIIe gouvernement constitutionnel portugais

## Sport
- Championnat du Portugal féminin de football 2018-2019
- Championnat du Portugal de football 2019-2020
- Championnat du Portugal de football de deuxième division 2018-2019
- Championnat du Portugal de football de deuxième division 2019-2020
- Rallye du Portugal
- 20-24 février : Tour de l'Algarve
- 29 avril-5 mai : Tournoi de tennis d'Estoril (ATP 2019)
- 6-9 juin : Organisation des championnats du monde de trail
- 31 juillet-11 août : Tour du Portugal (cyclisme)
- octobre : Ouragan Pablo (en)

## Culture

### Sortie de film
- L'Ange gardien
- Le Chant de la forêt
- Color Out of Space
- L'Échappée sauvage
- Frankie
- Hellboy
- Made in Bangladesh
- Oncle Thomas : La Comptabilité des jours
- Rêves de jeunesse
- Vitalina Varela

## Décès
- Agustina Bessa-Luís, écrivaine.
- Sequeira Costa (en), pianiste.
- Francisco de Oliveira Dias (en), personnalité politique.
- Altino Pinto de Magalhães (en), militaire.
- Teotónio de Souza (en), historien.
- Dina (en), chanteuse.
- Maria Alberta Menéres (en), journaliste et écrivaine.
- Fernando Peres, footballeur.